# Johan Liébus
Johan Liébus est un footballeur français né le 5 novembre 1978 à Tours et évoluant au poste de gardien de but reconverti en entraineur de gardien. Formé au Mans UC, il a joué respectivement par la suite au FC Metz, FC Gueugnon, Stade de Reims et au Louhans-Cuiseaux. Il est actuellement entraîneur des gardiens du centre de formation à Troyes. 

## Carrière
- 1999-2000 : Le Mans
- 2001-2004 : FC Metz
- 2004-2006 : FC Gueugnon
- 2006-2013 : Stade de Reims
- oct. 2013 - 2014 : CS Louhans-Cuiseaux
- 2014 - 2019: ESTAC Entraîneur des gardiens du Centre de Formation
- Depuis juin 2019 : ESTAC Entraîneur des gardiens de l'Equipe Professionnelle de Ligue 2

## Distinctions
- Nommé au Oscar du foot en 2006 dans la catégorie meilleur gardien de Ligue 2 (trophée remporté par Fabien Audard).
- Élu forgeron de l'année 2006 par les supporters de Gueugnon.